# کوزو ناگایاما
کوزو ناگایاما (انگلیسی: Kozo Nagayama؛ زادهٔ ۲۲ ژوئیهٔ ۱۹۵۶) کارگردان فیلم، کارگردان تلویزیونی، تهیه‌کننده تلویزیونی، و فیلم‌نامه‌نویس اهل ژاپن است.